# Andrej Krementschouk
Andrej Krementschouk (russisch Андрей Кременчук, Andrei Krementschuk; * 2. Mai 1973 in Gorki, Sowjetunion) ist ein russischer Fotograf und Schriftsteller.

## Leben
Nach der 8. Klasse verließ Krementschouk die Schule und absolvierte eine Lehre als Restaurator von Ikonen und Metall-Kunstgegenständen an der Hochschule für Kunst und Restaurierung in Susdal. Von 1991 bis 1995 studierte er in Wladimir am Konservatorium, an der Fakultät für Musikethnologie. Er legte das Diplom als Chorleiter ab.
Von 1991 bis 1997 arbeitete er als freischaffender Goldschmied und Restaurator von Ikonen. Andrej Krementschouk studierte Illustration und Kommunikationsdesign mit dem Schwerpunkt Fotografie bei Ute Mahler an der Hochschule für Angewandte Wissenschaften Hamburg und danach Meisterschülerstudium an der Hochschule für Grafik und Buchkunst Leipzig (HGB) bei Tina Bara.
Sein erstes Buch No Direction Home bekam mehrere Auszeichnungen und internationale Aufmerksamkeit. Seine Bilder aus der verbotenen Zone um das 1986 explodierte Kernkraftwerk Tschernobyl von verlassenen, dem Verfall preisgegebenen Orten und verboten dort lebenden Menschen, die er in zwei Bildbänden veröffentlichte, wurden in mehreren Ausstellungen gezeigt.
Er lebt und arbeitet in Leipzig. Von 2009 bis 2011 war er Mitglied der Berliner Fotoagentur Ostkreuz.

## Werke
- 2008–2012 Zone Chernobyl
- 2005–2007 No Direction Home
- 2006–2010 COME BURY ME

## Publikationen
Literarische Werke
- Der Tisch. Roman. Aus dem Russischen von Christine Auras. Osburg Verlag, 2018, ISBN 978-3-95510-153-4.[2]

Monographien
- drei Tage im Winter. Revolver Publishing, 2014, ISBN 978-3-95763-233-3.
- mit Wolfgang Kil und Esther Ruelfs: Chernobyl Zone II. Kehrer Verlag, 2011, ISBN 978-3-86828-210-8. (deutsch/englisch)
- Chernobyl Zone I. Kehrer Verlag, 2011, ISBN 978-3-86828-200-9.
- Come bury me. Kehrer Verlag, 2010, ISBN 978-3-86828-120-0.
- mit  Boris Mikhailov: No Direction Home. Kehrer Verlag, 2009, ISBN 978-3-86828-056-2.

Weitere Fotobücher (Auswahl)
- Moderne Zeiten. Industrie im Blich von Malerei und Fotografie, Hirmer Verlag GmbH, 2021, ISBN 978-3-7774-3799-6.
- Heimat? Osteuropa in der zeitgenössischen Fotografie. Kerber Verlag, 2014, ISBN 978-3-86678-964-7.
- Die Stadt. Vom Werden und Vergehen. Hatje Cantz Verlag, Ostfildern 2010, ISBN 978-3-7757-2659-7.

als Herausgeber
- Alexander Chekmenev: Donbass. Kehrer Verlag, 2011, ISBN 978-3-86828-185-9. (deutsch/englisch/russisch)

## Ausstellungen
Einzelausstellungen
- 2018 — »unendlich / infinite«, Galerie Clara Maria Sels, Düsseldorf
- 2016 — »Russen«, Salzhof, Freistadt
- 2012 — »Die Zerbrechlichkeit der Zweige«, Galerie Clara Maria Sels, Düsseldorf
- 2011 — »No Direction Home«, Blue Sky, the Oregon Center for the Photographic Arts, Portland USA
- 2011 — »Heimat - Chernobyl«, Galerie Clara Maria Sels (Düsseldorf)
- 2011 — »Zone - Heimat. Tschernobyl. Andrej Krementschouk«, Reiss-Engelhorn-Museen, ZEPHYR - Raum für Fotografie / C4.9b, (Mannheim)
- 2011 — »No Direction Home«, in Studio im Hochhaus - Kunst und Literaturwerkstatt, Berlin
- 2009 — »Krementschouk Andrej, Photographie«, Kunstverein Recklinghausen, Recklinghausen
- 2009 — »No Direction Home«, Galerie Clara Maria Sels, Düsseldorf
- 2009 — »No Direction Home«, Filipp Rosbach Galerie, Leipzig

Gruppenausstellungen
- 2021 — »Moderne Zeiten. Industrie im Blich von Malerei und Fotografie«, Bucerius Kunst Forum, Hamburg
- 2019 — »Land Scope. Fotoarbeiten von Roni Horn bis Thomas Ruff« - Münchner Stadtmuseum, München
- 2015 — »f/12.2« -  Projektstipendium DZ BANK Kunstsammlung, Frankfurt
- 2015 — »Die Idee der Landschaft« - DZ BANK Kunstsammlung, ART FOYER, Frankfurt
- 2014 — »Landschaft im Dekolleté (das Fenster als Element und Metapher)« - Kunst und 	Kulturstiftung Opelvillen Rüsselsheim, Rüsselsheim
- 2014 — »Heimat? Osteuropa in der zeitgenössischen Fotografie« - Kunstforum Ostdeutsche Galerie, Regensburg
- 2014 — »Heimat« - DZ BANK Kunstsammlung, NRW-Forum Düsseldorf
- 2013 — »Crossig views« - Fotografie aus Leipzig, Marburger Kunstverein, Marburg
- 2013 — »The look behind / Der Blick dahinter«, Märkischen Museum Witten, Witten
- 2011 — »Religion und Riten«, DZ BANK Kunstsammlung, Art Foyer, Frankfurt am Main
- 2011 — »Die Straße  der Enthusiasten«, Heinrich Böll-Stiftung und des Morat-Instituts und Morat-Institute
- 2010 — »Die Stadt. Vom Werden und Vergehen«, Bayrische Versicherungskammer, München
- 2010 — »F/Stop 4«. Internationales Fotografiefestival, Leipzig
- 2010 — »FotoDoks« 2010 – Documentary Photofestival, München
- 2010 — »Die Stadt. Vom Werden und Vergehen«, C/O Berlin, International Forum For Visual Dialogues, Berlin
- 2008 — «good prospects — young german photography 2007–2008» im Deichtorhallen, Hamburg
- 2008 — «good prospects — young german photography 2007–2008», Martin-Gropius-Bau, Berlin
- 2008 — »Russische Variationen«, Malerei und Fotografie. Drostei, Pinneberg bei Hamburg
- 2008 — »Friction and Conflict«, Kalmar Art Museum, Schweden

## Auszeichnungen/Förderungen
- 2013 DZ BANK Kunstsammlung - Projektförderung
- 2012 Robert Bosch Stiftung - Grenzgänger
- 2010 PDN Photo Annual 2010 — «No Direction Home»
- 2009 Deutscher Fotobuchpreis 2010, Silber für «No Direction Home»
- 2007–2008 «No Direction Home» bei »gute aussichten – junge deutsche fotografie 2007/2008«
- 2007 Projektförderung durch das Kulturwerk der VG Bild-Kunst

## Sekundärliteratur
- Ingeborg Jandl: Emotionale Objekte und die Last der Vergangenheit. Zeitschrift für Slawistik 66(2):269-289. June 2021
- Klaus Honnef: Outside - Inside. Fotograf zwischen Distanz und Teilnahme. Ausstellungskatalog. F/12.2, 2014.
- Wolfgang Kil: Halbwertszeit der Erinnerung. In: Chernobyl Zone II. Kehrer Verlag, 2011, ISBN 978-3-86828-210-8.
- Esther Ruelfs: Zwischen Idyll und Ruinen: Die aufgehobene Utopie - Essay über die Photographien von Andrej Krementschouk. In: Chernobyl Zone II. Kehrer Verlag, 2011, ISBN 978-3-86828-210-8.